# MP5
MP5 (fra tysk: Maschinenpistole 5) er en serie af maskinpistoler udviklet af den tyske våbenfabrikant Heckler & Koch i 1960'erne. MP5-serien er normalt kalibreret til 9 x 19 mm NATO-ammunition, men der findes også en 10 mm-version.
Benyttes bl.a. af det danske politi (siden 1985) og specialstyrker som Jægerkorpset. Søværnet har også brugt MP5 som håndvåben på skibene, men er i gang med udfasning til fordel for Karabin M/96.
- Wikimedia Commons har flere filer relateret til MP5

| Militær | Spire Denne artikel om militær er en spire som bør udbygges. Du er velkommen til at hjælpe Wikipedia ved at udvide den. |